# Елхам Асгхари
Елхам Садат Асгхари (перс. الهام اصغری; рођена 1981) иранска је пливачица која је тврдила да је у јуну 2013. поставила још непризнати пливачки рекорд од 20 километара у Каспијском мору у северном Ирану. 

## Рани живот и позадина
Елхам је почела да плива са пет година, а 17 година је почела да предаје пливање.Асгхариин сан из детињства био је да плива у отвореним водама, а да би остварила свој циљ тражила је програме обуке на интернету. Асгхаријев отац је такође био спортиста, био је рвач и подстицао ју је да региструје своје рекорде.
У Ирану се примењује исламски шеријатски закон. Исламски кодекс облачења налаже да жене морају покривати косу и тело без обзира на веру и националност. Штавише, од спортисткиња у Ирану се очекује да вежбају одвојено од мушкараца; за пливаче то значи пливање у базенима само за жене или у своје време. Једино такмичење на којем учествују иранске пливачице су Исламске игре за жене, јер не могу да иду на такмичења у иностранству како их мушкарци не би видели у купаћим костимима.  Да би се придржавала шеријата, Асгхари је смислила посебан купаћи костим са хиџабом који је покривао њено тело од главе до пете, што у води додаје 6 килограма на тежину пливача. 

## Каријера
2008. године, иранско министарство спорта признало је Асгхарино пливање од 12 километара због тога што је користила пливачку опрему за цело тело.

### 2010: Несрећа
Елхам Асгхари ни проблеми са њеним наступима почели су 2010. године, када је одлучила да за три дана плива око острва Киш, под надзором представника министарства спорта. Када је Асгхари препливала само 5 километара, полицијски чамци су се забили у њу и људе около. Повредила је ногу и пропелери чамаца су јој раздерали кук.
Траума је натерала Асгхарију да престане да плива. Међутим, њена породица и пријатељи су је охрабрили да се врати. Након што је прошла терапију, Асгхари је поново почела да вежба, пливајући 5 километара сваке ноћи и трчећи 12 километара дневно.

### 2013
Асгхари је 11. јуна 2013. пливала 20 километара напред-назад 8 сати од 5:30 до 14:30 у Каспијском мору у близини Новсхахра. Подручје је било приватна плажа само за жене како би се избегла било каква потенцијална налета полицијских чамаца.Представник иранског министарства спорта покушао је да спусти њену дистанцу на 15 километара, након што је Асгхари протестовала па су прихватили 18 километара, да би потом одбила да одобри њен запис рекавши да су женствене црте њеног тела биле видљиве када је изашла из вода. Један од представника савеза је рекао: "Заменик министра спорта му је рекао да њен костим није погодан за слободно пливање у води".Један од Асгхаријевих пријатеља је изјавио да је купаћи костим исти као и онда када је направила рекорд 2008. године.  Shahrnaz Vernoos, саветница за женска питања у федерацији, рекла је на породичном сајту: "Није било представника [савеза] и нејасно је да ли је заиста препливала 18 километара, женско слободно пливање је у супротности са правилима министарства спорта и омладине, три године нема такмичења".  Реза Хабиби, члан техничког комитета федерације, рекла је: "Нема признатих рекорда у пливању у слободној води, оно што је урадила је лични чин без координације са савезом и министарством". Он је такође додао да међународна федерација признаје само пливања од "5, 10, 15 и 25 километара". 

## Подршка
Асгхари је објавила видео   себе на мрежи уз помоћ свог менаџера, Фарвартиша Резваније, који је одлучио да јој помогне да објави њену невољу.  Када је Резванијех чуо за Асгхаријев случај на Фејсбуку, контактирао ју је и натерао је да направи видео.  Асгхари је добила подршку хиљада фанова на Фејсбуку  и одала почаст како је све више људи сазнало за случај. У свом видеу Асгхари обећава да жене неће морати да носе тако влажне и тешке купаће костиме.

## Филм
Sahar Mosayebi снимио је 2021. године биографски филм Орка о Елхам Асгхари, о њеној потрази за спортским признањем у својој домовини. Главну женску улогу одиграла је Taraneh Alidoosti. У филму је приказана Елхамина борба за свој живот, њено суочавање с политичким, верским и личним потешкоћама у потрази за својим циљем: Гинисовим светским рекордом у пливању најдуже удаљености везаних руку.